# Парк Александров
Парк Александров (раније Девојачки парк) је јавни градски парк у граду Београду у општини Стари град.

## Локација
Парк се налази у непосредној близини центра Београда, оивичен је улицом краља Милана на истоку, улицом Косовке девојке на северу, и улицом краљице Наталије на западу. На јужном рубу парка налази се стара зграда Народне скупштине Републике Србије. У непосредној близини парка налази се Андрићев венац, Нови двор, као и Руски дом.

## Име и историја парка
Парк Александров је један од новијих паркова у граду. Основан је 1950. године, а на његовом месту се до 1904. године налазила Симићева кућа, резиденција владара кнежевине и краљевине Србије током 19. и почетком 20. века. Крајем тридесетих година 19. века, Стојан Симић политичар и пословни човек тод доба, подигао је кућу у Београду, далеко од вароши, на пољани иза Теразија, односно на простору данашњег парка. Убрзо је, већ 1843. године, држава откупила од њега ту зграду и предала је као двор новом кнезу Александру Карађорђевићу. По повратку на престо 1859. године, Обреновићи су је такође користили као двор све до мајског преврата 1903. године. Позната је под именом Стари конак. Срушена је 1904. године, јер је подсећала на бившу династију.
1863. године, у улици Краљице Наталије, основана је прва српска средња школа за образовање жена, Висока школа за жене. Улица у близини накнадно названа Девојачка, а данас се зове Косовке Девојке, па је парк, који је формиран доста касније назван Девојачки парк.
Дана 18. априла 2017. године Скупштина града Београда званично је променила име из Девојачки у Парк Александров, у част ансамбла Александров, војног хора Црвене армије. Често су наступали у Београду, а 25. децембра 2016. године многи чланови ансамбла погинули су у авионској несрећи преко Црног мора.

### Споменик цару Николају II
Споменик цару Николају II је дело руских скулптора Андреја Коваљчука и Генадија Праватворова. Тежак је око 50 тона и висок 7,5 метара, а сама скулптура 3,5 метра. Направљен је од бронзе, а постамент је од гранита. Рађен је у Русији око 6 месеци током 2014. године, допремљен 11. октобра, а свечано откривен и освештан 16. новембра 2014. године Истовремено је саниран и парк по пројекту архитекте Јанка Крстића који је осмислио амбијент у коме је споменик. Парк су уредили радници ЈПК "Зеленило - Београд", у сарадњи са руским инжењерима.

## Галерија
- Споменик цару Николају у парку
- Мапа Александров парка